# Imbarek Shamekh
Imbarek Shamekh (15 de mayo de 1952) (también conocido como Mubarak Abdallah al-Shamikh) es un político libio que ocupó el cargo de Secretario General del Congreso General Popular de Libia desde el 5 de marzo de 2009, sustituyendo a Muftah Mohamed Ekeba, hasta el 26 de enero de 2010; fue sucedido por Mohamed Abdul Quasim al-Zwai. Además de ocupar diversos ministerios, fue primer ministro desde 2000 a 2003.

## Biografía
Shamekh nació el 15 de mayo de 1952 en Benghazi , Libia . Se mudó a los Estados Unidos y asistió a la universidad en la University of Central Florida en Orlando, Florida , donde se graduó en 1981 con un título en ingeniería . 
Desde febrero de 1982 hasta marzo de 1984, Shamekh fue el ministro de Transporte de Benghazi. Desde marzo de 1984 hasta octubre de 1990, se desempeñó como ministro de Transporte. Fue gobernador de la provincia de Sirte de octubre de 1990 a diciembre de 1992 y ministro de Vivienda y Servicios Públicos de diciembre de 1992 a marzo de 2000.
En marzo de 2000, Libia realizó cambios radicales en la estructura de su gabinete. Doce ministros fueron reemplazados y el primer ministro y el ministro de Relaciones Exteriores fueron reemplazados. Desde entonces hasta junio de 2003, Shamekh fue primer ministro (también conocido como secretario general del Comité General del Pueblo).
Shamekh fue presidente del Consejo Superior de Planificación de Libia desde junio de 2003 hasta septiembre de 2004. Desde septiembre de 2004 hasta enero de 2005 se desempeñó como gobernador de Benghazi. Se desempeñó como Vice primer ministro de marzo de 2008 a marzo de 2009, cuando renunció a su cargo para convertirse en Secretario General del Congreso General del Pueblo de Libia. 
En febrero de 2011, durante la guerra civil libia, desertó a Egipto